# Fosieby
Fosieby tidigare Fosie är  kyrkby i Fosie socken i Skåne och ett delområde beläget i stadsdelen Fosie i Malmö.
Området ligger mellan Lindängsvägen och Kontinentalbanan, söder om Inre Ringvägen. Det är Malmös minst befolkade delområde vars mark upptas mest av Fosie trafikplats, Fosie kyrka, samt Fosie kyrkogård med Heliga korsets kapell. I området finns enbart fem enfamiljshus. Tre av dessa är belägna i utkanten av delområdet vid före detta Fosieskolan och två i anslutning till Fosie kyrka.
Längs Kontinentalbanans järnväg har en del företag sina lokaler, i anslutning till Fosieby industriområde på andra sidan spåren.
Sedan 1898 finns här en järnvägsstation, Fosieby station, men sedan 1973 stannar inga tåg där. Stationshuset revs efter en brand 1984.
I äldre tider hade Fosieby en fattigstuga.